# Arbeitsgemeinschaft für juristisches Bibliotheks- und Dokumentationswesen
Die Arbeitsgemeinschaft für juristisches Bibliotheks- und Dokumentationswesen (AjBD) ist die deutschsprachige Sektion der International Association of Law Libraries. Es handelt sich hierbei um eine Vereinigung von juristischen Spezial- und wissenschaftlichen Universalbibliotheken, von Dokumentationsstellen und anderen juristischen Institutionen aus Deutschland, Österreich und der Schweiz. Auch persönliche Mitgliedschaften sind möglich. Derzeit gibt es etwa 200 weitgehend institutionelle Mitglieder. Es ist kein eingetragener Verein. Der Sitz befindet sich in München (früher: Erfurt). Die Gründung erfolgte 1971.

## Ziele
Die AjBD fördert das juristische Bibliotheks- und Dokumentationswesen und tut dies durch das Angebot von Fortbildungs- und Diskussionsveranstaltungen für Rechtsbibliothekare, durch Stellungnahmen zu bibliotheksrechtlichen und rechtsbibliothekarischen Themen sowie durch Publikation von Fachbeiträgen in der Schriftenreihe Arbeitshefte der AjBD und in der Zeitschrift Recht, Bibliothek, Dokumentation – RBD, die in der Regel dreimal jährlich erscheint.

## Zusammenarbeit
Die AjBD arbeitet zusammen mit zahlreichen bibliothekarischen Organisationen. Besonders eng ist der Kontakt zur Arbeitsgemeinschaft der Parlaments- und Behördenbibliotheken (APBB).

## Mitgliedschaft
Mitglieder können insbesondere wissenschaftliche Universal- und juristische Spezialbibliotheken, Dokumentationsstellen und Institutionen werden. Diese Institutionen benennen bei ihrem Beitritt einen oder mehrere Vertreter. Der AjBD können als persönliche Mitglieder Bibliothekare und Dokumentare beitreten, die im juristischen Bibliotheks- und Dokumentationswesen tätig sind oder waren. Der Mitgliedsbeitrag beträgt zurzeit 30 € pro Jahr. Im Rahmen der Mitgliedschaft erhält jedes Mitglied ein Exemplar der Zeitschrift RBD.

## Publikationen
- Recht, Bibliothek, Dokumentation – RBD: Mitteilungen der Arbeitsgemeinschaft für juristisches Bibliotheks- und Dokumentationswesen (AjBD)
- Arbeitshefte der Arbeitsgemeinschaft für juristisches Bibliotheks- und Dokumentationswesen